# Balai Baru
Balai Baru is een bestuurslaag in het regentschap Payakumbuh van de provincie West-Sumatra, Indonesië. Balai Baru telt 807 inwoners (volkstelling 2010).